# Fiskeboda

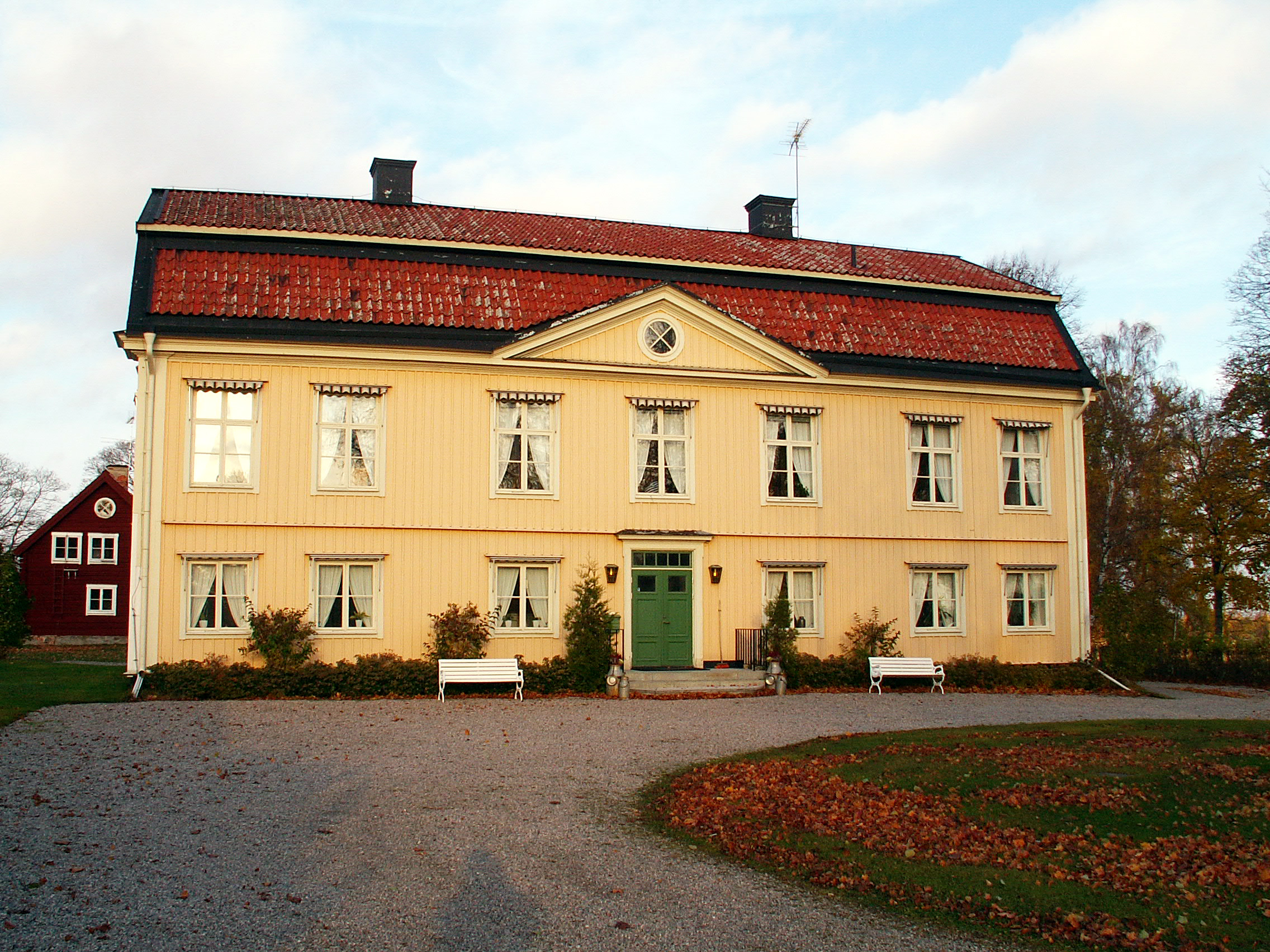
Fiskeboda gård.

Fiskeboda är en gård som är belägen på halvön Edet i Hjälmaren i Julita socken i Katrineholms kommun. 
Fiskeboda var tidigare säteri, den nuvarande huvudbyggnaden är en gul tvåvåningsbyggnad från 1796. Ett tiotal byggnader från tiden som säteri finns ännu kvar. Fiskeboda blev barnkoloni på 1940-talet. Fiskeboda hamn hade tidigare stor betydelse, på 1800-talet gick båttrafik mellan Fiskeboda och Stockholm via Hjälmare kanal.
På Fiskeboda bedrivs LSS-verksamhet för barn, ungdomar och vuxna som kan komma hit på sport-, påsk-, sommar-, och vinterlov. 
Stuguthyrning och en åretruntöppen camping.